# Yoshin-ryū Naginatajutsu
Yoshin-ryū Naginatajutsu (japanisch 楊心流薙刀術 ‚Weidenbaum-Herzen-Schule-Naginata-Techniken‘) ist eine traditionelle japanische Kampfkunst, die vom japanischen Verein der traditionellen Kampfkünste
„Nihon Kobudō Kyokai“ anerkannt wird.

## Ursprung
Der Stil Yoshin-ryū wurde in der frühen Tokugawa-Periode um 1660 von Akiyama Shirobei Yoshitoki entwickelt. Yoshin-ryū Naginatajutsu ist aus Yoshin-ryū hervorgegangen und ist auf Techniken der Naginata, der japanischen Hellebarde, spezialisiert.

## Beschreibung
Neben den Techniken mit der Naginata gibt es in der Yoshin-ryū Naginatajutsu auch Techniken mit dem Speer (Sōjutsu), dem Kurzstock (Hanbō) und der Kettensichel (Kusarigama). Yoshin-ryū Naginatajutsu bietet wie andere japanische Kampfkünste einen Weg zur Stärkung von Körper und Geist. In Japan wird Naginatajutsu und auch Naginatadō vor allem von Frauen trainiert. In der Yoshin-ryū Naginatajutsu trainieren die Frauen im Gegensatz zu den meisten anderen Stilen oder dem Naginatadō die Techniken im Kimono. Die Schwert- und Jujutsu-Techniken, welche ursprünglich auch Teil der Yoshin-ryū waren, sind nicht mehr Teil der Tradition der Yoshin-ryū Naginatajutsu. Diese Kampfkunst ist in der japanischen Präfektur Hiroshima verwurzelt und wird von Koyama Takako (Sōke) weitergeführt.
Neben dieser traditionellen Kampfkunst Yoshin-ryū Naginatajutsu gibt es auch andere traditionelle Kampfstile, welche Naginatajutsu enthalten, die berühmteste ist die Tenshin Shōden Katori Shintō-ryū. Die modernen Kampfstile, welche mit der Naginata oft auch Wettkämpfe austragen, werden Naginatadō genannt.